# Collyriclum faba
Espèce
Synonymes
- Monostoma faba Bremser in Schmalz, 1831 (protonyme)

Collyriclum faba est une espèce de trématode de la famille des Collyriclidae, parasite cutané de certaines espèces d'oiseaux, notamment européennes.

## Taxinomie
L'espèce fut décrite en 1831 par Johann Gottfried Bremser sous le protonyme Monostoma faba, depuis un holotype prélevé sur une Mésange charbonnière (Parus major). La description fut publiée chez Eduard Schmalz.

### Publication originale
- (la) Johann Gottfried Bremser chez Eduard Schmalz, XIX tabulae : Anatomiam entozoorum illustrantes, congestae, nec non explicatione praeditae, 1831, 60 p. (lire en ligne), p. 11